# シナピン
シナピン (Sinapine) は、クロガラシの種子に含まれるアルカロイドアミンである。シナピン酸のコリンエステルであると考えられている。1825年にフランスの化学者Etienne Ossian Henryが発見した。

## 代謝
シナピンエステラーゼは、シナピンと水をシナピン酸とコリンに変換する酵素である。
シナポイルグルコース-コリンO-シナポイルトランスフェラーゼは、1-O-シナポイル-β-D-グルコースとコリンをD-グルコースとシナピンに変換する酵素である。